# Necropoli di S'Elighe Entosu
La necropoli di S'Elighe Entosu (la denominazione corretta della necropoli è: Giorrè-S'Èlighe Entosu) è un sito archeologico situato nelle località di Giorrè (comprendente anche il sito di: Su Littu) e S'Èlighe Entosu (nell'area più vasta è presente anche la necropoli di: Pedras Serradas ricadente però in comune di Florinas), alle falde dell'omonimo altopiano di Giorrè, nella regione storica del Sassarese, Sardegna nord occidentale (trattasi in realtà della regione storica di Figulinas -già curatoria del giudicato di Torre-, Logudoro nord-occidentale). Appartiene amministrativamente al comune di Cargeghe, centro abitato in provincia di Sassari, da cui dista circa (le tombe più distanti) tre chilometri.
Il complesso, tra il sito di Giorrè (otto tombe) e quello di S'Èlighe Entosu (sei tombe) è costituito da tredici tombe ipogeiche del tipo a domus de janas scavate in grossi blocchi isolati di roccia calcarea, staccatisi a suo tempo dalla sovrastante parete rocciosa. Fra di esse spiccano la Tomba I e IV per la presenza di ornamenti decorativi rappresentati da motivi spiraliformi realizzati in rilievo con la tecnica della martellina diretta, ed elementi architettonici tipici delle coeve abitazioni, quali travi e travetti (a riprodurre un tetto a doppio spiovente), cornici, lesene, zoccolature, gradini e false porte, scolpiti a bassorilievo nella roccia, tendenti a ricreare un ambiente dall'aspetto simile al luogo in cui il defunto aveva trascorso la sua esistenza.
Il sito, appartenente cronologicamente al Neolitico, è stato oggetto di indagini archeologiche durante gli anni settanta.